# Tvåtjärnarna (Ovanåkers socken, Hälsingland, 681894-148706)
Tvåtjärnarna är en sjö i Ovanåkers kommun i Hälsingland och ingår i Ljusnans huvudavrinningsområde.